# Ala I Commagenorum

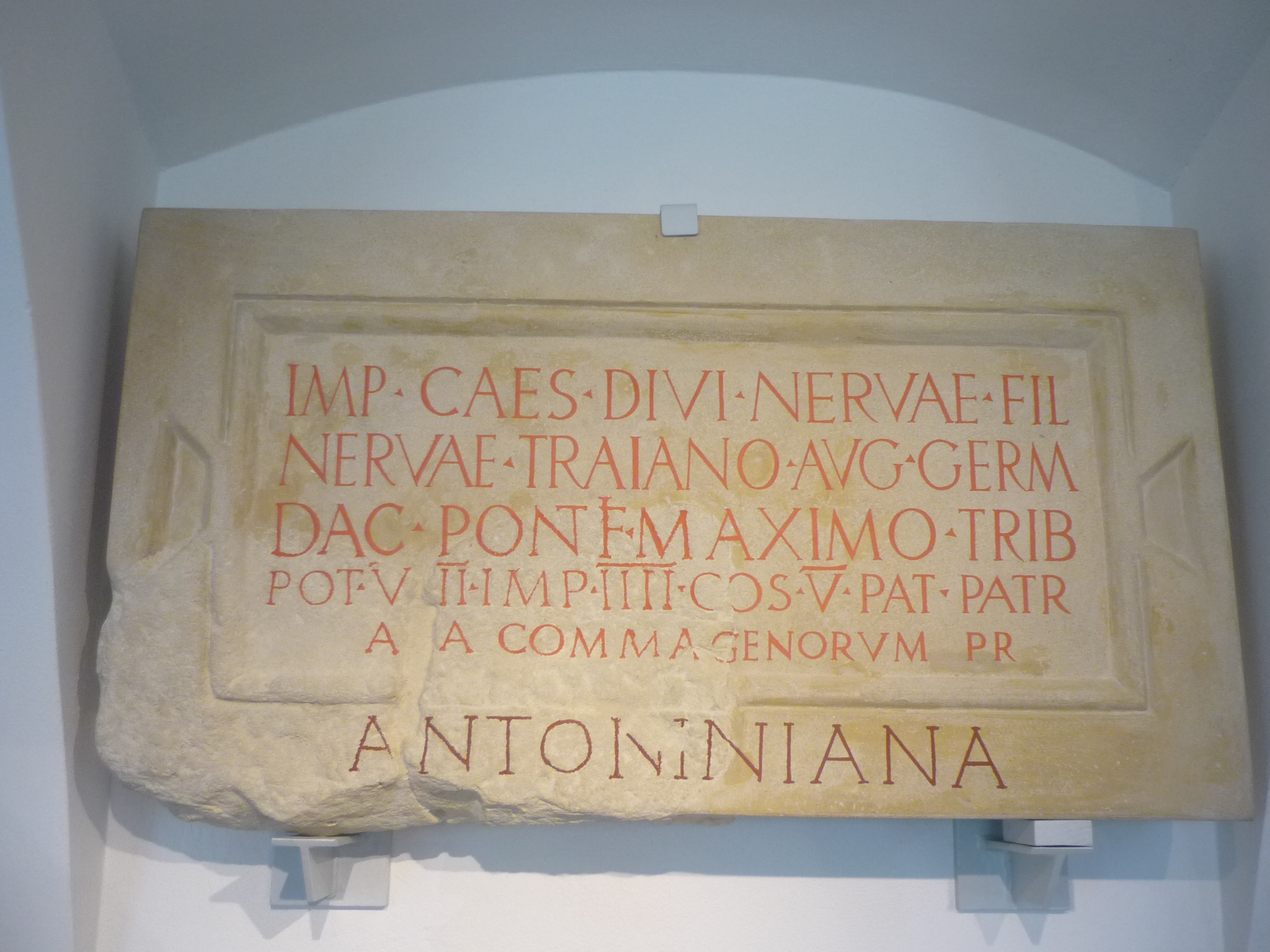
Die Inschrift, gefunden beim Kastell Comagena

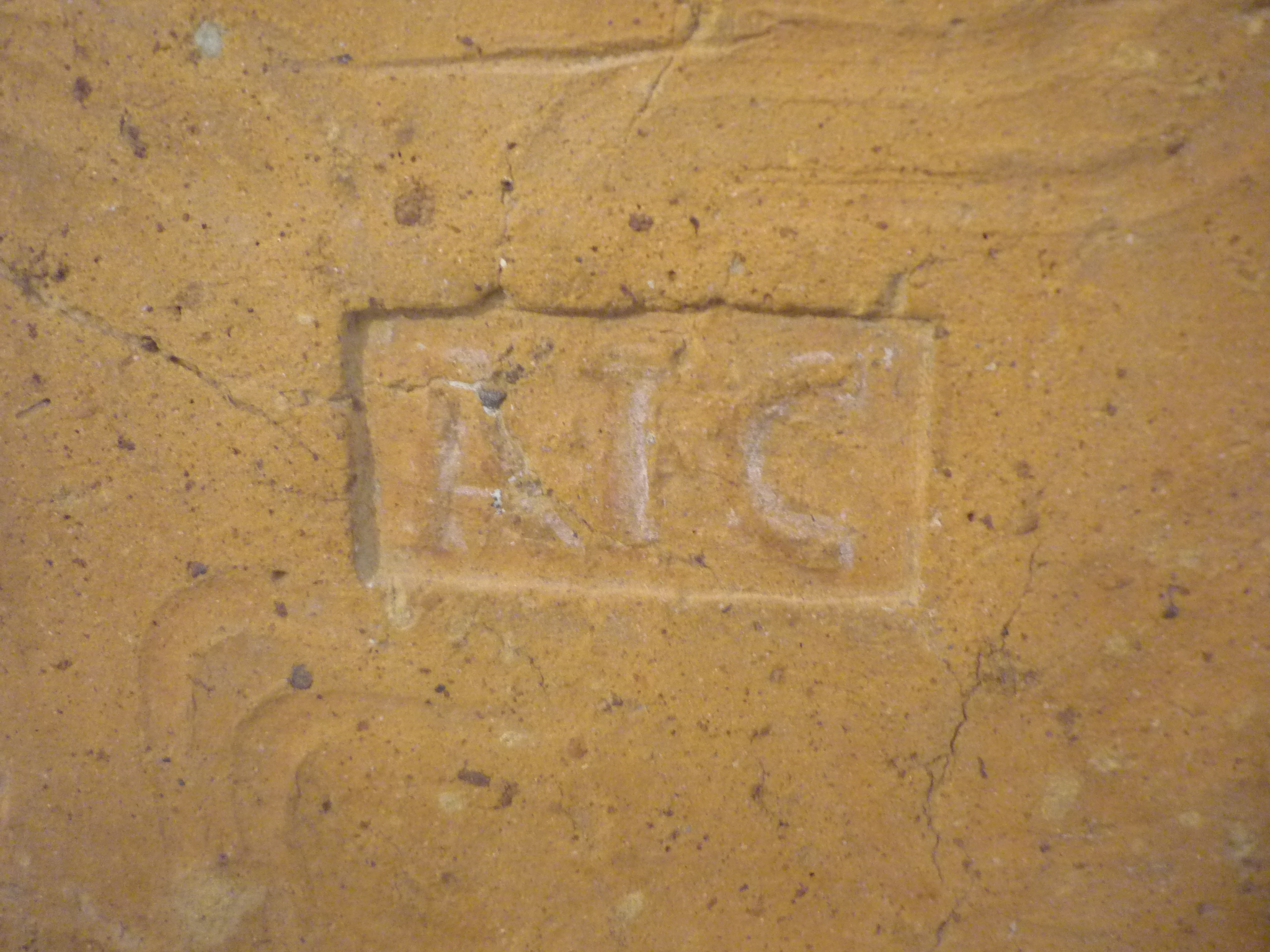
Ziegelstempel AIC [= A(la) I C(ommagenorum)] auf Plattenziegel (later) 2. Jhdt. n. Chr., Tulln, NÖ

Die Ala I Commagenorum [milliaria] [sagittariorum oder sagittaria] [Antoniniana] (deutsch 1. Ala aus Kommagene [1000 Mann] [der Bogenschützen] [die Antoninianische]) war eine römische Auxiliareinheit. Sie ist durch Militärdiplome, Inschriften und Ziegelstempel belegt.

## Namensbestandteile
- Commagenorum: aus Kommagene. Die Soldaten der Ala wurden bei Aufstellung der Einheit auf dem Gebiet des ehemaligen Königreichs Kommagene rekrutiert. Antiochos IV. von Kommagene unterstützte Titus während des Jüdischen Krieges mit Soldaten. Vermutlich wurden die Auxiliareinheiten mit der Bezeichnung Commagenorum aus diesen Soldaten aufgestellt.[1]

- milliaria: 1000 Mann. Die Einheit war möglicherweise ursprünglich eine Ala quingenaria mit einer Sollstärke von 480 Mann. Spätestens bis 138 n. Chr. war sie aber zu einer Ala milliaria erweitert worden. Der Zusatz kommt in den Militärdiplomen von 138 bis 157 vor.

- sagittariorum oder sagittaria: der Bogenschützen. Der Zusatz kommt in den Militärdiplomen von 138 bis 157 vor.

- Antoniniana: die Antoninianische. Eine Ehrenbezeichnung, die sich auf Caracalla (211–217) bezieht. Der Zusatz kommt in der Inschrift (AE 2003, 1319) vor; er wurde der Inschrift nachträglich hinzugefügt.[2]

Die Einheit war eine Ala milliaria. Die Sollstärke der Ala lag bei 720 Mann, bestehend aus 24 Turmae mit jeweils 30 Reitern.

## Geschichte
Die Ala war in den Provinzen Aegyptus und Noricum (in dieser Reihenfolge) stationiert. Sie ist auf Militärdiplomen für die Jahre 83 bis 157 n. Chr. aufgeführt.
Die Einheit ist durch Inschriften in Aegyptus belegt. Durch ein Diplom ist die Einheit erstmals 83 in Aegyptus nachgewiesen. In dem Diplom wird die Ala als Teil der Truppen (siehe Römische Streitkräfte in Aegyptus) aufgeführt, die in der Provinz stationiert waren. Zwischen 83 und 95 wurde die Einheit aus Aegyptus abgezogen, möglicherweise, um an den Dakerkriegen Domitians teilzunehmen.
Der erste Nachweis der Einheit in Noricum beruht auf der Inschrift (AE 2003, 1319), die auf 104 datiert ist. Durch ein Diplom ist sie erstmals 106 in Noricum nachgewiesen. In dem Diplom wird die Ala als Teil der Truppen aufgeführt, die in der Provinz stationiert waren. Weitere Diplome, die auf 135/138 bis 157 datiert sind, belegen die Einheit in derselben Provinz.
Aus dem Diplom von 151 geht hervor, dass eine Vexillation der Ala vorübergehend nach Mauretania Caesariensis verlegt worden war, um an der Niederschlagung eines Aufstandes teilzunehmen.
Der letzte Nachweis der Ala beruht auf der Inschrift (CIL 3, 14368,24), die auf 275/299 datiert ist.

## Standorte
Standorte der Ala in Aegyptus waren:
- Talmis (Kalabscha): ein Teil der Einheit war hier stationiert.
- Syene (Assuan): das Hauptlager der Einheit befand sich hier.

Standorte der Ala in Noricum waren:
- Comagena (Tulln): Der Grabstein des Publius Aelius Germanus, die Inschriften (AE 1953, 127, AE 2003, 1319) und Ziegel mit dem Stempel A I C wurden hier gefunden.

## Angehörige der Ala
Folgende Angehörige der Ala sind bekannt:
| - Apollonios, ein Reiter - Attius Acceptus, ein Soldat (CIL 3, 5091) - Aur(elius) Quartinus, ein Soldat (AEA 2005, 65) - C(aius) Iulius Ursinus, ein Decurio (AE 2008, 1012) - C(aius) Iunius Isaeus, ein Veteran und ehemaliger Decurio (CIL 3, 5224) - Cavius, ein Decurio | - Flore(ntinius) Florus, ein Reiter (CIL 3, 14368,24) - Manander - P(ublius) Aelius Benivolus, ein Decurio (AE 2008, 1187) - P(ublius) Ael(ius) Germanus, ein Veteran und ehemaliger Decurio (CIL 3, 5652) - Terentinus (AE 1973, 381) |

In der Inschrift CIG 5057, die in Talmis gefunden wurde, sind die folgenden Mitglieder der Turma des Bassus in griechischer Sprache aufgeführt:
| - Bassus, ein Decurio | - []n[] Taurus - Antiochus | - Antonius - Crispus | - Germanus - Heliodorus | - Mamboraeus - Marcus | - Mareas - Mithridates | - Rufus - Sabinus | - Valerianus |